# Catephia sospita
Catephia sospita är en fjärilsart som beskrevs av Fawcett 1916. Catephia sospita ingår i släktet Catephia och familjen nattflyn. Inga underarter finns listade i Catalogue of Life.